# Alberte Ebler
Alberte Ebler (født 16. januar 2003 i Aarhus) er en kvindelig dansk håndboldspiller som spiller for Aarhus United i Damehåndboldligaen og Danmarks U/19-kvindehåndboldlandshold.
Hun har siden juni 2021 optrådt for U/19-landsholdet som højre back, hvor hun også deltog under U/20-VM i håndbold 2022 i Slovenien. Her sluttede man på en 5. plads.
Ebler blev i december 2021 hentet til topklubben Herning-Ikast Håndbold, som erstatning for den norske stjerne Stine Skogrand, gældende sæsonen ud. I sæsonen 2021/22-sæsonen var hun med til at vinde bronzemedaljer med klubben samt en semifinaleplads i EHF European League.
Ebler blev i juli 2022 tilføjet til Dansk Håndbolds udviklingstrup, som har til formål at identificere fremtidens A-landsholdsspillere ved at koncentrere udviklingsmidlerne på en begrænset gruppe spillere. Her var hun blandt de ni spillere.
Den 16. januar 2023 skrev hun under på en 3-årig Kontrakt med Aarhus United 

## Meritter
- Damehåndboldligaen
  - Bronze: 2022[7]
- EHF European League
  - Semifinale: 2022